# Heithem Dakhlaoui
Heithem Dakhlaoui (arab. هيثم الدخلاوي ; ur. 17 listopada 1994) – tunezyjski zapaśnik walczący w stylu wolnym. Olimpijczyk z Tokio 2020, gdzie zajął trzynaste miejsce w wadze 65 kg. Mistrz Afryki w 2020 i drugi w 2018. Brązowy medalista wojskowych MŚ w 2021. Wicemistrz arabski w 2018 roku.